# 6e étape du Tour d'Espagne 2021
Pour un article plus général, voir Tour d'Espagne 2021.
La 6e étape du Tour d'Espagne 2021 se déroule le jeudi 19 août 2021, entre Requena et Cullera, sur une distance de 158,3 km.

## Déroulement de l'étape
Cette étape au profil descendant en première partie et plat pour la suite se termine toutefois par l'ascension de l'Alto de la Montaňa de Cullera, une côte de 2 kilomètres au pourcentage moyen de plus de 9 %.
Un duo puis un trio partent à l'attaque après une cinquantaine de kilomètres de course. Ces échappés se rejoignent et forment ainsi un groupe de cinq coureurs composé de l'Espagnol Joan Bou (Euskaltel-Euskadi), des Néerlandais Jetse Bol (Burgos BH) et Bert-Jan Lindeman (Qhubeka), du Danois Magnus Cort Nielsen (EducationFirst) et du Sud-Africain Ryan Gibbons (UAE). Cette échappée qui a compté plus de cinq minutes d'avance sur le peloton ne bénéficie plus que d'une poignée de secondes sur le peloton au pied de l'Alto de la Montaňa de Cullera. Mais, dès les premières pentes, Magnus Cort Nielsen accélère en tête et lâche ses compagnons d'échappée. Sur la ligne d'arrivée, le Danois parvient à conserver deux longueurs d'avance sur Primož Roglič (Jumbo Visma) qui reprend le maillot rouge au détriment du Français Kenny Elissonde (Trek-Segafredo), lâché dans la dernière montée.

## Résultats

### Classement de l'étape
| \| Classement de l'étape \| Classement de l'étape \| Classement de l'étape \| Classement de l'étape \| Classement de l'étape \| \| Coureur \| Coureur \| Pays \| Équipe \| Temps \| \| --------------------- \| --------------------- \| --------------------- \| --------------------- \| --------------------- \| \| 1er \| Magnus Cort Nielsen \| Danemark \| EF Education-Nippo \| 3 h 30 min 53 s \| \| 2e \| Primož Roglič \| Slovénie \| Jumbo-Visma \| + 0 s \| \| 3e \| Andrea Bagioli \| Italie \| Deceuninck-Quick Step \| + 2 s \| \| 4e \| Aleksandr Vlasov \| Russie \| Astana-Premier Tech \| + 4 s \| \| 5e \| Enric Mas \| Espagne \| Movistar Team \| + 4 s \| \| 6e \| Michael Matthews \| Australie \| BikeExchange \| + 6 s \| \| 7e \| Egan Bernal \| Colombie \| Ineos Grenadiers \| + 8 s \| \| 8e \| Alejandro Valverde \| Espagne \| Movistar Team \| + 8 s \| \| 9e \| Miguel Ángel López \| Colombie \| Movistar Team \| + 9 s \| \| 10e \| Felix Großschartner \| Autriche \| Bora-Hansgrohe \| + 16 s \| |                     |           |                       |                 |
| |                     |           |                       |                 |
| Source : ProCyclingStats |                     |           |                       |                 |
| Classement de l'étape |                     |           |                       |                 |
| Coureur | Coureur             | Pays      | Équipe                | Temps           |
| 1er | Magnus Cort Nielsen | Danemark  | EF Education-Nippo    | 3 h 30 min 53 s |
| 2e | Primož Roglič       | Slovénie  | Jumbo-Visma           | + 0 s           |
| 3e | Andrea Bagioli      | Italie    | Deceuninck-Quick Step | + 2 s           |
| 4e | Aleksandr Vlasov    | Russie    | Astana-Premier Tech   | + 4 s           |
| 5e | Enric Mas           | Espagne   | Movistar Team         | + 4 s           |
| 6e | Michael Matthews    | Australie | BikeExchange          | + 6 s           |
| 7e | Egan Bernal         | Colombie  | Ineos Grenadiers      | + 8 s           |
| 8e | Alejandro Valverde  | Espagne   | Movistar Team         | + 8 s           |
| 9e | Miguel Ángel López  | Colombie  | Movistar Team         | + 9 s           |
| 10e | Felix Großschartner | Autriche  | Bora-Hansgrohe        | + 16 s          |

## Classements à l'issue de l'étape

### Classement général
| \| Classement général \| Classement général \| Classement général \| Classement général \| Classement général \| \| Coureur \| Coureur \| Pays \| Équipe \| Temps \| \| ------------------ \| ------------------ \| ------------------ \| ------------------- \| ------------------ \| \| 1er \| Primož Roglič \| Slovénie \| Jumbo-Visma \| 21 h 04 min 49 s \| \| 2e \| Enric Mas \| Espagne \| Movistar Team \| + 25 s \| \| 3e \| Miguel Ángel López \| Colombie \| Movistar Team \| + 36 s \| \| 4e \| Alejandro Valverde \| Espagne \| Movistar Team \| + 41 s \| \| 5e \| Egan Bernal \| Colombie \| Ineos Grenadiers \| + 41 s \| \| 6e \| Aleksandr Vlasov \| Russie \| Astana-Premier Tech \| + 53 s \| \| 7e \| Giulio Ciccone \| Italie \| Trek-Segafredo \| + 58 s \| \| 8e \| Lilian Calmejane \| France \| AG2R Citroën Team \| + 1 min 04 s \| \| 9e \| Mikel Landa \| Espagne \| Bahrain Victorious \| + 1 min 12 s \| \| 10e \| Fabio Aru \| Italie \| Qhubeka NextHash \| + 1 min 17 s \| |                    |          |                     |                  |
| |                    |          |                     |                  |
| Source : ProCyclingStats |                    |          |                     |                  |
| Classement général |                    |          |                     |                  |
| Coureur | Coureur            | Pays     | Équipe              | Temps            |
| 1er | Primož Roglič      | Slovénie | Jumbo-Visma         | 21 h 04 min 49 s |
| 2e | Enric Mas          | Espagne  | Movistar Team       | + 25 s           |
| 3e | Miguel Ángel López | Colombie | Movistar Team       | + 36 s           |
| 4e | Alejandro Valverde | Espagne  | Movistar Team       | + 41 s           |
| 5e | Egan Bernal        | Colombie | Ineos Grenadiers    | + 41 s           |
| 6e | Aleksandr Vlasov   | Russie   | Astana-Premier Tech | + 53 s           |
| 7e | Giulio Ciccone     | Italie   | Trek-Segafredo      | + 58 s           |
| 8e | Lilian Calmejane   | France   | AG2R Citroën Team   | + 1 min 04 s     |
| 9e | Mikel Landa        | Espagne  | Bahrain Victorious  | + 1 min 12 s     |
| 10e | Fabio Aru          | Italie   | Qhubeka NextHash    | + 1 min 17 s     |

| Classement par points | Classement par points | Classement par points | Classement par points | Classement par points |
| Coureur               | Coureur               | Pays                  | Équipe                | Points                |
| --------------------- | --------------------- | --------------------- | --------------------- | --------------------- |
| 1er                   | Jasper Philipsen      | Belgique              | Alpecin-Fenix         | 131 pts               |
| 2e                    | Fabio Jakobsen        | Pays-Bas              | Deceuninck-Quick Step | 130 pts               |
| 3e                    | Magnus Cort Nielsen   | Danemark              | EF Education-Nippo    | 67 pts                |
| 4e                    | Michael Matthews      | Australie             | BikeExchange          | 58 pts                |
| 5e                    | Primož Roglič         | Slovénie              | Jumbo-Visma           | 54 pts                |
| 6e                    | Alex Aranburu         | Espagne               | Astana-Premier Tech   | 52 pts                |
| 7e                    | Arnaud Démare         | France                | Groupama-FDJ          | 50 pts                |
| 8e                    | Alberto Dainese       | Italie                | Team DSM              | 43 pts                |
| 9e                    | Piet Allegaert        | Belgique              | Cofidis               | 37 pts                |
| 10e                   | Sebastián Molano      | Colombie              | UAE Team Emirates     | 36 pts                |

| Classement par points | Classement par points | Classement par points | Classement par points | Classement par points |
| Coureur               | Coureur               | Pays                  | Équipe                | Points                |
| --------------------- | --------------------- | --------------------- | --------------------- | --------------------- |
| 1er                   | Jasper Philipsen      | Belgique              | Alpecin-Fenix         | 131 pts               |
| 2e                    | Fabio Jakobsen        | Pays-Bas              | Deceuninck-Quick Step | 130 pts               |
| 3e                    | Magnus Cort Nielsen   | Danemark              | EF Education-Nippo    | 67 pts                |
| 4e                    | Michael Matthews      | Australie             | BikeExchange          | 58 pts                |
| 5e                    | Primož Roglič         | Slovénie              | Jumbo-Visma           | 54 pts                |
| 6e                    | Alex Aranburu         | Espagne               | Astana-Premier Tech   | 52 pts                |
| 7e                    | Arnaud Démare         | France                | Groupama-FDJ          | 50 pts                |
| 8e                    | Alberto Dainese       | Italie                | Team DSM              | 43 pts                |
| 9e                    | Piet Allegaert        | Belgique              | Cofidis               | 37 pts                |
| 10e                   | Sebastián Molano      | Colombie              | UAE Team Emirates     | 36 pts                |

| Classement de la montagne | Classement de la montagne | Classement de la montagne | Classement de la montagne          | Classement de la montagne |
| Coureur                   | Coureur                   | Pays                      | Équipe                             | Points                    |
| ------------------------- | ------------------------- | ------------------------- | ---------------------------------- | ------------------------- |
| 1er                       | Rein Taaramäe             | Estonie                   | Intermarché-Wanty-Gobert Matériaux | 10 pts                    |
| 2e                        | Kenny Elissonde           | France                    | Trek-Segafredo                     | 7 pts                     |
| 3e                        | Joe Dombrowski            | États-Unis                | UAE Team Emirates                  | 6 pts                     |
| 4e                        | Tobias Bayer              | Autriche                  | Alpecin-Fenix                      | 5 pts                     |
| 5e                        | Sepp Kuss                 | États-Unis                | Jumbo-Visma                        | 3 pts                     |
| 6e                        | Magnus Cort Nielsen       | Danemark                  | EF Education-Nippo                 | 3 pts                     |
| 7e                        | Lilian Calmejane          | France                    | AG2R Citroën Team                  | 3 pts                     |
| 8e                        | Antonio Jesús Soto        | Espagne                   | Euskaltel-Euskadi                  | 3 pts                     |
| 9e                        | Primož Roglič             | Slovénie                  | Jumbo-Visma                        | 2 pts                     |
| 10e                       | Sep Vanmarcke             | Belgique                  | Israel Start-Up Nation             | 2 pts                     |

| Classement de la montagne | Classement de la montagne | Classement de la montagne | Classement de la montagne          | Classement de la montagne |
| Coureur                   | Coureur                   | Pays                      | Équipe                             | Points                    |
| ------------------------- | ------------------------- | ------------------------- | ---------------------------------- | ------------------------- |
| 1er                       | Rein Taaramäe             | Estonie                   | Intermarché-Wanty-Gobert Matériaux | 10 pts                    |
| 2e                        | Kenny Elissonde           | France                    | Trek-Segafredo                     | 7 pts                     |
| 3e                        | Joe Dombrowski            | États-Unis                | UAE Team Emirates                  | 6 pts                     |
| 4e                        | Tobias Bayer              | Autriche                  | Alpecin-Fenix                      | 5 pts                     |
| 5e                        | Sepp Kuss                 | États-Unis                | Jumbo-Visma                        | 3 pts                     |
| 6e                        | Magnus Cort Nielsen       | Danemark                  | EF Education-Nippo                 | 3 pts                     |
| 7e                        | Lilian Calmejane          | France                    | AG2R Citroën Team                  | 3 pts                     |
| 8e                        | Antonio Jesús Soto        | Espagne                   | Euskaltel-Euskadi                  | 3 pts                     |
| 9e                        | Primož Roglič             | Slovénie                  | Jumbo-Visma                        | 2 pts                     |
| 10e                       | Sep Vanmarcke             | Belgique                  | Israel Start-Up Nation             | 2 pts                     |

| Classement du meilleur jeune | Classement du meilleur jeune | Classement du meilleur jeune | Classement du meilleur jeune | Classement du meilleur jeune |
| Coureur                      | Coureur                      | Pays                         | Équipe                       | Temps                        |
| ---------------------------- | ---------------------------- | ---------------------------- | ---------------------------- | ---------------------------- |
| 1er                          | Egan Bernal                  | Colombie                     | Ineos Grenadiers             | 21 h 05 min 30 s             |
| 2e                           | Aleksandr Vlasov             | Russie                       | Astana-Premier Tech          | + 12 s                       |
| 3e                           | Juan Pedro López             | Espagne                      | Trek-Segafredo               | + 1 min 24 s                 |
| 4e                           | Gino Mäder                   | Suisse                       | Bahrain Victorious           | + 1 min 32 s                 |
| 5e                           | Tobias Bayer                 | Autriche                     | Alpecin-Fenix                | + 1 min 57 s                 |
| 6e                           | Clément Champoussin          | France                       | AG2R Citroën Team            | + 2 min 03 s                 |
| 7e                           | Mark Padun                   | Ukraine                      | Bahrain Victorious           | + 2 min 04 s                 |
| 8e                           | Simon Carr                   | Royaume-Uni                  | EF Education-Nippo           | + 2 min 12 s                 |
| 9e                           | Jefferson Cepeda             | Équateur                     | Caja Rural-Seguros RGA       | + 2 min 13 s                 |
| 10e                          | Gotzon Martín                | Espagne                      | Euskaltel-Euskadi            | + 3 min 18 s                 |

| Classement du meilleur jeune | Classement du meilleur jeune | Classement du meilleur jeune | Classement du meilleur jeune | Classement du meilleur jeune |
| Coureur                      | Coureur                      | Pays                         | Équipe                       | Temps                        |
| ---------------------------- | ---------------------------- | ---------------------------- | ---------------------------- | ---------------------------- |
| 1er                          | Egan Bernal                  | Colombie                     | Ineos Grenadiers             | 21 h 05 min 30 s             |
| 2e                           | Aleksandr Vlasov             | Russie                       | Astana-Premier Tech          | + 12 s                       |
| 3e                           | Juan Pedro López             | Espagne                      | Trek-Segafredo               | + 1 min 24 s                 |
| 4e                           | Gino Mäder                   | Suisse                       | Bahrain Victorious           | + 1 min 32 s                 |
| 5e                           | Tobias Bayer                 | Autriche                     | Alpecin-Fenix                | + 1 min 57 s                 |
| 6e                           | Clément Champoussin          | France                       | AG2R Citroën Team            | + 2 min 03 s                 |
| 7e                           | Mark Padun                   | Ukraine                      | Bahrain Victorious           | + 2 min 04 s                 |
| 8e                           | Simon Carr                   | Royaume-Uni                  | EF Education-Nippo           | + 2 min 12 s                 |
| 9e                           | Jefferson Cepeda             | Équateur                     | Caja Rural-Seguros RGA       | + 2 min 13 s                 |
| 10e                          | Gotzon Martín                | Espagne                      | Euskaltel-Euskadi            | + 3 min 18 s                 |

| Classement par équipes | Classement par équipes | Classement par équipes | Classement par équipes |
| Équipe                 | Équipe                 | Pays                   | Temps                  |
| ---------------------- | ---------------------- | ---------------------- | ---------------------- |
| 1re                    | Movistar Team          | Espagne                | 63 h 16 min 06 s       |
| 2e                     | Ineos Grenadiers       | Royaume-Uni            | + 1 min 32 s           |
| 3e                     | UAE Team Emirates      | Émirats arabes unis    | + 1 min 39 s           |
| 4e                     | Bahrain Victorious     | Bahreïn                | + 2 min 07 s           |
| 5e                     | AG2R Citroën Team      | France                 | + 3 min 57 s           |
| 6e                     | EF Education-Nippo     | États-Unis             | + 5 min 19 s           |
| 7e                     | Jumbo-Visma            | Pays-Bas               | + 5 min 20 s           |
| 8e                     | Trek-Segafredo         | États-Unis             | + 5 min 59 s           |
| 9e                     | Astana-Premier Tech    | Kazakhstan             | + 6 min 04 s           |
| 10e                    | Caja Rural-Seguros RGA | Espagne                | + 8 min 20 s           |

| Classement par équipes | Classement par équipes | Classement par équipes | Classement par équipes |
| Équipe                 | Équipe                 | Pays                   | Temps                  |
| ---------------------- | ---------------------- | ---------------------- | ---------------------- |
| 1re                    | Movistar Team          | Espagne                | 63 h 16 min 06 s       |
| 2e                     | Ineos Grenadiers       | Royaume-Uni            | + 1 min 32 s           |
| 3e                     | UAE Team Emirates      | Émirats arabes unis    | + 1 min 39 s           |
| 4e                     | Bahrain Victorious     | Bahreïn                | + 2 min 07 s           |
| 5e                     | AG2R Citroën Team      | France                 | + 3 min 57 s           |
| 6e                     | EF Education-Nippo     | États-Unis             | + 5 min 19 s           |
| 7e                     | Jumbo-Visma            | Pays-Bas               | + 5 min 20 s           |
| 8e                     | Trek-Segafredo         | États-Unis             | + 5 min 59 s           |
| 9e                     | Astana-Premier Tech    | Kazakhstan             | + 6 min 04 s           |
| 10e                    | Caja Rural-Seguros RGA | Espagne                | + 8 min 20 s           |

## Abandons
- Aucun abandon.